# Eliseo Álvarez
Eliseo Álvarez (né le 27 juillet 1940 à Salto et mort en 1999 à Montevideo) est un joueur de football international uruguayen, qui évoluait au poste de défenseur.

## Biographie

### Carrière en club
Avec le Club Nacional, il remporte trois championnats d'Uruguay et joue une finale de Copa Libertadores.

### Carrière en sélection
Avec l'équipe d'Uruguay, il joue 10 matchs (pour aucun but inscrit) entre 1960 et 1966[réf. nécessaire]. 
Il figure dans le groupe des sélectionnés lors des Coupes du monde de 1962 et de 1966. Lors du mondial 1962 organisé au Chili, il joue trois matchs : contre la Colombie, la Yougoslavie et enfin l'URSS. En revanche, lors du mondial 1966 organisé en Angleterre, il ne joue aucun match.

## Palmarès
| Club Nacional - Championnat d'Uruguay (3) : - Champion : 1957, 1963 et 1966. - Copa Libertadores : - Finaliste : 1964. |  | LDU Quito - Championnat d'Équateur (2) : - Champion : 1974 et 1975. |